# Christophe Clement

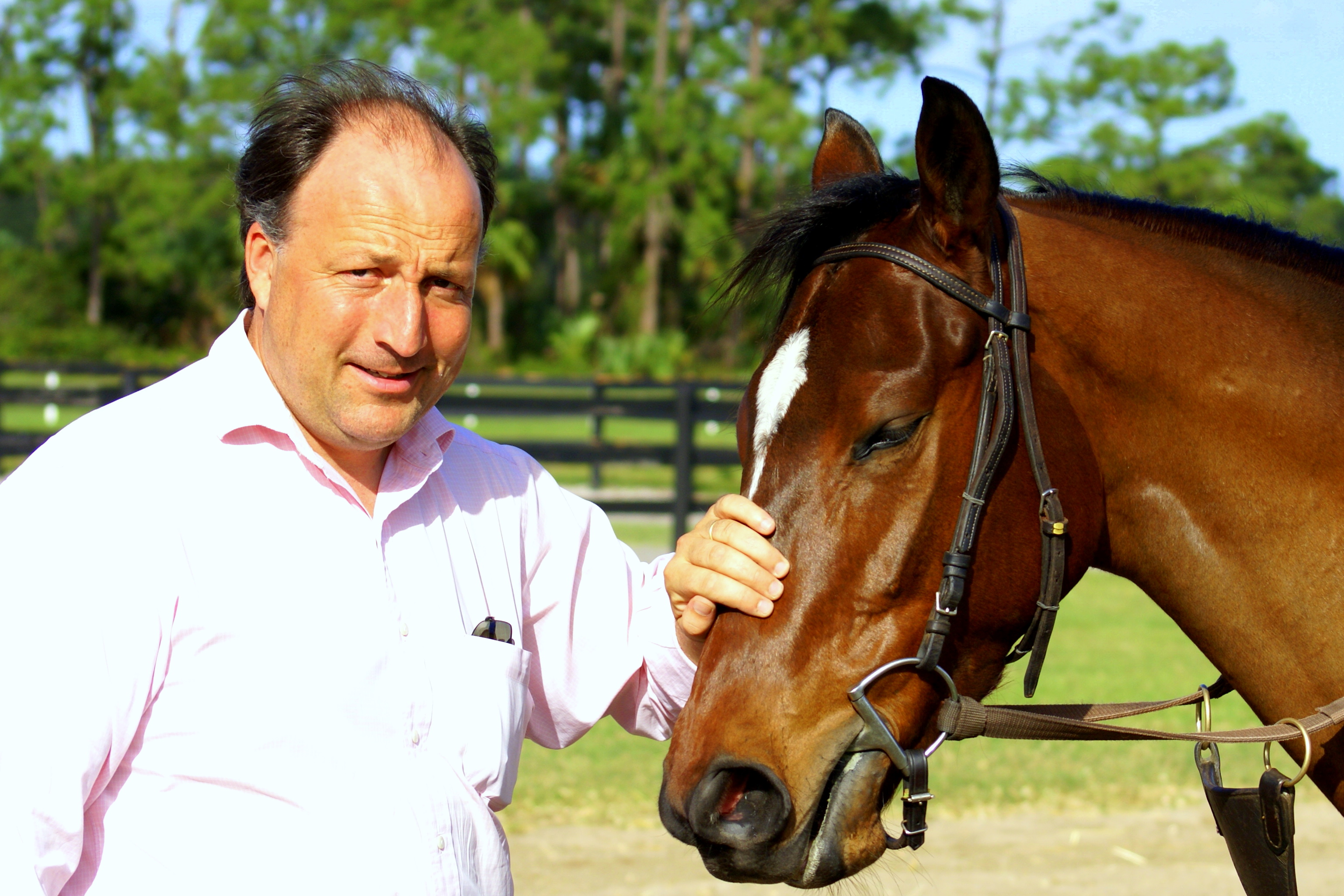
Christophe Clement in Payson Park, Indiantown, Florida, U.S.A.

Christophe Clement (* 1. November 1965 in Paris; † 25. Mai 2025 oder vorher) war ein französischer Trainer im Pferderennsport.

## Leben
Bereits Christophes Großvater und Vater waren eng mit dem Pferderennsport verbunden. Sein Großvater war ein französischer Pferdebesitzer. Sowohl sein Vater, Miguel Clement, als auch der Bruder, Nicolas Clement, waren erfolgreiche Trainer in Chantilly, Frankreich. Einer der größten Erfolge von Nicolas war 1990 der Sieg im Prix de l’Arc de Triomphe mit dem Galopp-Rennpferd Saumarez.
Christophe Clement begann seine Karriere in Frankreich, indem er eineinhalb Jahre für Alec Head arbeitete. Im Frühjahr 1986 zog er für 18 Monate in die Vereinigten Staaten. In der Nähe von Lexington in Kentucky, arbeitete er anfänglich für die Taylor Made Farm. In weiterer Folge arbeitete er von September 1986 bis November 1987 für Trainer Shug McGaughey (Claude R. McGaughey III). Zurück in Europa arbeitete Christophe für den Rennstall Bedford House Stables von Trainer Luca Cumani in Newmarket, England.
Im Herbst 1991 kehrte Christophe in die Vereinigten Staaten zurück und eröffnete seinen eigenen Rennstall mit anfänglich sechs Pferden. Seinen ersten Sieg konnte Christophe Clement 1991 mit seinem ersten Pferd Spectaculaire in Belmont Park, New York City feiern.
Danach lebte er mit seiner Familie in Palm City in Florida.

## Erfolge
Seit der Eröffnung seines Stalls konnte Christophe viele Erfolge verbuchen. Seit 1992 stammte in mehr als 155 Rennen das siegreiche Pferd aus seinem Stall, darunter in 12 Gruppe I Rennen und in 44 Gruppe II Rennen. Aktuell befinden sich an die 60 Pferde in seinem Stall.
2007 konnte Christophe 86 Sieger bei einer Gesamtzahl an 355 Starts stellen und damit eine Gewinnsumme von mehr als 5 Millionen US-Dollar erreichen. Im Vergleich mit anderen Rennställen landete er damit auf dem 17. Platz in den USA.

### Siege in Gruppe I Rennen
Vereinigte Staaten
1994
- Queen Elizabeth II Challenge Cup Stakes – Danish

1997
- Diana H. – Rumpipumpy GR II

1999
- Sword Dancer Invitational H. – Honor Glide

2001
- Manhattan H. – Forbidden Apple
- Garden City Breeders’ Cup H. -Voodoo Dancer
- Beverly D. – England’s Legend

2003
- Diana H. – Voodoo Dancer

2007
- Bing Crosby H. – In Summation
- Del Mar Oaks – Rutherienne
- Beverly D. – Royal Highness

2008
- Beverly D. – Mauralakana

2009
- Frank Kilroe Mile H. – Gio Ponti
- Man O’War – Gio Ponti
- Coaching Club American Oaks – Funny Moon
- Arlington Million – Gio Ponti
- Garden City – Miss World
- Manhattan H. – Gio Ponti

2010
- Manhattan H. – Winchester
- Man O’War – Gio Ponti
- Shadwell Mile – Gio Ponti
- Turf Classic – Winchester

2011
- Sword Dancer H. – Winchester
- Shadwell Mile – Gio Ponti

2013
- Del Mar Oaks – Discreet Marq

2014
- Belmont Stake – Tonalist
- Jockey Club Gold Cup – Tonalist

2015
- Gameley Stake – Hard Not To Like
- Diana Stake – Hard Not To Like
- Jockey Club Gold Cup – Tonalist
- Cigar Mile – Tonalist

2016
- Frizette- "Yellow Agate"

 Kanada
2005
- Canadian International – Relaxed Gesture

2019
- Canadian International – Decorated Invader